# يوجينة بالنسية
يوجينة بالنسية (الاسم العلمي: Eugenia balansae) هي نوع من النباتات تتبع جنس اليوجينة من فصيلة الآسية.